# Henry Lazarus
Pour les articles homonymes, voir Lazarus.
Henry Lazarus (né le 1er janvier 1815 à Londres où il est mort le 6 mars 1895) était le grand virtuose britannique de la clarinette du 19e siècle, compositeur et professeur de musique. Il jouait également du cor de basset. 
George Bernard Shaw a écrit de Henry Lazarus:

« Il était le meilleur joueur de clarionet [vieille orthographe, maintenant clarinette] en Angleterre; lorsque vous étiez assis derrière Costa à l'Opéra, vous écoutiez certaines phrases du clarionet comme vous le faisiez de la prima donna, sauf que vous étiez beaucoup moins déçu dans le premier cas. »

## Biographie
Élevé comme orphelin à l'asile militaire royal de Chelsea, il y apprend l'instrument auprès du chef d'orchestre John Blizzard. Il a ensuite étudié avec Charles Godfrey, chef d'orchestre des Coldstream Guards. Ses débuts en solo ont eu lieu en 1838.
« Après avoir rempli des engagements dans divers orchestres théâtraux et autres, il fut nommé deuxième clarinette de la Sacred Harmonic Society en 1838. En 1840, il devint premier clarinettiste à l'opéra et dans les principaux concerts à Londres et en province, et fut immédiatement reconnu comme le premier clarinettiste de toute l'Angleterre. » 
Lazarus est professeur de clarinette à l'Académie royale de musique de 1854 à 1895 et à l'école militaire de musique ( Kneller Hall (en) ) « pendant une période considérable » à partir de 1858. Il a écrit une méthode pour clarinette mixte adressant système Boehm et système Albert, bien qu'il ait principalement utilisé des instruments du système Albert, fabriqués par Eugène Albert, lui-même - certains corps sont même estampillés «Approved by Mr. Lazarus». Il conseillait à ses élèves d'employer le système Boehm. Ses méthodes de clarinette sont encore utilisés aujourd'hui  et comprennent des duos, des études, des études, des exercices de doigtés, des gammes, etc. De 1854 à 1894, il est professeur et instructeur de clarinette à l'Académie royale de musique. À partir de 1858, il est également professeur à l'École royale militaire de musique « Kneller Hall » à Twickenham. En 1883, il devient également professeur de clarinette au Royal College of Music à Londres. Il prend sa retraite en 1894. Parmi ses élèves les plus connus figurent le clarinettiste Haydn P. Draper (1889-1934) et la clarinettiste Frances Thomas (ca 1843-1925). 
Lazarus a également joué du cor de basset et du saxophone.
Il a également composé un certain nombre d'œuvres pour orchestre à vent et de musique de chambre.
« Tant dans le jeu orchestral qu'en solo, la beauté et la richesse de sa sonorité, son excellent phrasé et son exécution soignée et expressive étaient également admirés. Il donna un concert d'adieu à St. James Hall, [le] 31 mai 1892, et mourut à Londres, [le] 6 mars 1895, et fut enterré au Brompton Cemetery, Londres, après avoir donné au monde la méthode de référence qui porte son nom (Lazarus Clarinet School), et qui restera un monument à sa grandeur. »

## Compositions
Les travaux comprennent notamment :
- Fantaisie sur les mélodies écossaises préférées
- Fantaisie sur les airs de «I Puritani» de Bellini [7]

Une partie de ses travaux ont été repris pour le saxophone. 

### Œuvres pour orchestre
- 1881 : Ma Normandie - grande fantaisie sur un air français connu, pour clarinette et orchestre
- 1883 : Fantaisie sur des airs tirés du "I Puritani" de Bellini, pour clarinette et orchestre

### Œuvres pour orchestre d'instruments à vent
- 1887 : Fantaisie sur les mélodies écossaises préférées, pour clarinette et orchestre
- Suite brésilienne
- Fantaisie sur des airs tirés du "I Puritani" de Bellini, pour clarinette et orchestre
- La Torche de la Liberté, pour chœur d'hommes ou mixte et orchestre de concert

### Musique de chambre
- 1883 : Ma Normandie - fantasia sur un air français préféré, pour clarinette et piano
- 1887: Fantaisie sur les mélodies écossaises préférées, pour clarinette et piano
- Fantaisie sur des airs tirés du "I Puritani" de Bellini, pour clarinette et piano
- Studio espressivo, pour clarinette et piano
- Trois grands duos artistiques - Cavallini, pour deux clarinettes
- Trois grands duos de concert, pour deux clarinettes
- Vingt-quatre duos faciles sur des mélodies d'opéra et des mélodies standards, pour deux clarinettes

### Travaux pédagogiques
- 1881 : Méthode nouvelle et moderne pour clarinette, en systèmes Albert et Boehm, par Friedrich Berr, Iwan Müller et F. Neermann, approuvée, révisée et corrigée avec des ajouts par Henry Lazarus
- Tablature pour clarinette ordinaire